# 金沢市文化ホール
金沢市文化ホール（かなざわしぶんかホール）は、石川県金沢市高岡町にあるコンサートホールである。

## 概要
- 旧金沢市立高岡町中学校の跡地に建設したコンサートホールで、会議室を備えた多目的ホールでもある。大会議室は会議通訳者が使用する同時通訳ブースを備え国際会議に対応した施設となっている。
- 金沢400年を記念して、市民の文化充実・向上のために1982年11月3日に開館した。施設運営は(公財)金沢芸術創造財団が行っている。
- 着工は1981年7月、完成は1982年9月。設計は芦原建築設計研究所と谷口吉郎建築設計研究所である。また、1998年には公共建築百選に選ばれている。
- 2017年12月から2018年10月まで改修工事を行い、同年11月1日にリニューアルオープンした[1]。

## 主な施設・座席数
ホール棟
- 大ホール : 899席（2階層）

会議棟
- 大会議室
- 会議室
- 練習室
- 大集会室
- 展示室ギャラリー
- 茶室

## 交通アクセス

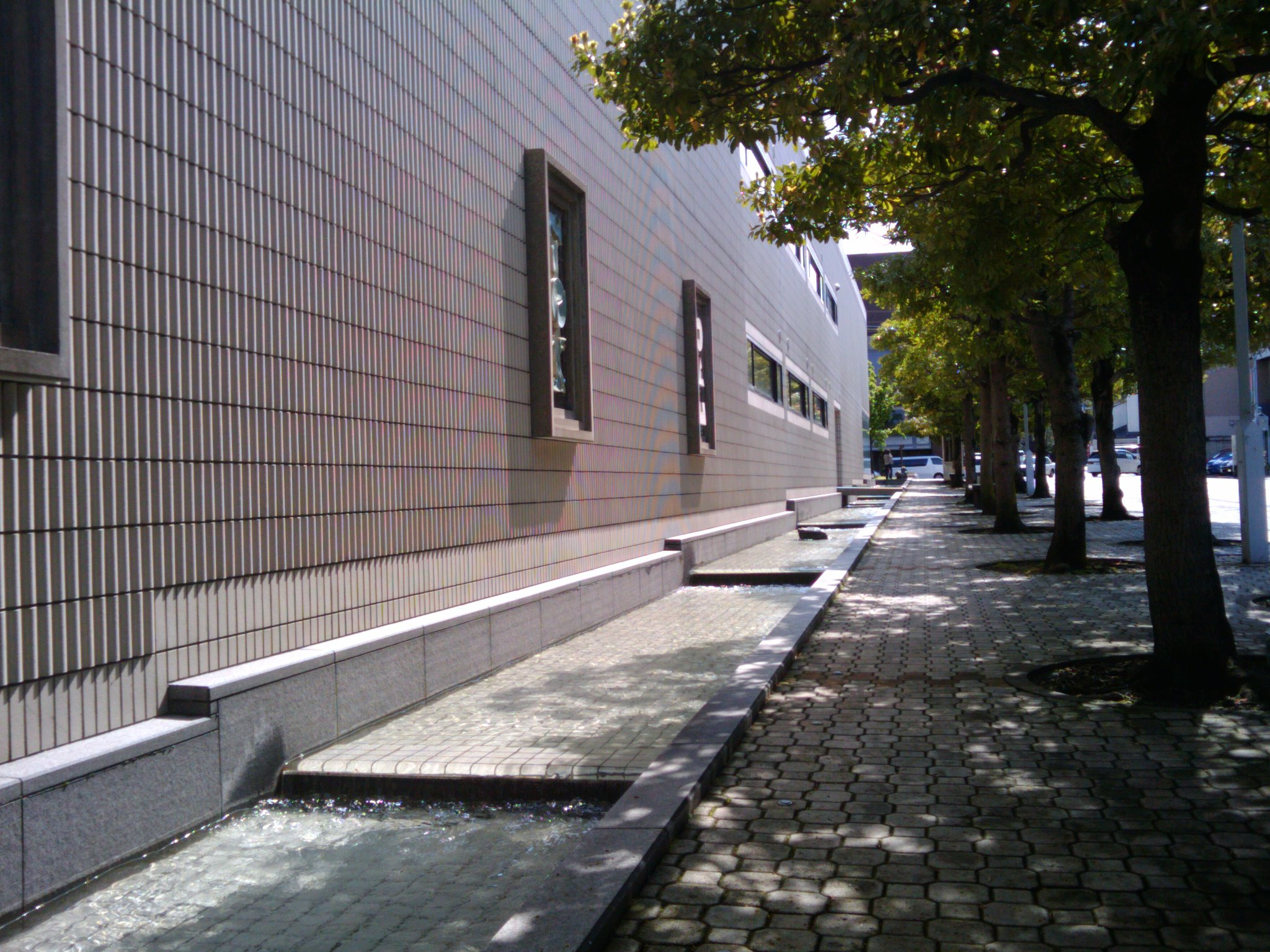
金沢市文化ホール横の遊歩道

- 金沢駅東口より「香林坊」方面行きバス乗車。「南町・尾山神社」バス停下車、徒歩5分。